# Horikawa
Keizer Horikawa (堀河天皇, Horikawa-tennō, 8 augustus 1079 - 9 augustus 1107) was de 73e keizer van Japan volgens de traditionele opvolgvolgorde. Hij regeerde van 1087 tot 1107.

## Genealogie
Horikawa’s persoonlijke naam (imina) was Taruhito-shinnō (善仁親王).. Hij stond ook bekend als Yoshihito-tennō.
Horikawa was de zoon van keizer Shirakawa. Zijn moeder was Fujiwara no Kenshi, een adoptiefdochter van Fujiwara Morozane (藤原師実).
Horikawa had in zijn leven vijf keizerinnen hofdames, met wie hij zes kinderen kreeg.

## Leven
Horikawa volgde zijn vader op toen die in 1087 aftrad, maar had in praktijk weinig te vertellen daar zijn vader vanuit het klooster waarin hij zich had teruggetrokken grote macht op de politiek bleef uitoefenen. Omdat Horikawa nog minderjarig was ten tijde van zijn troonsbestijging, werd Shirakawa’s kampaku, Fujiwara Morozane, zijn sesshō. Hij had eveneens maar weinig te vertellen aan het hof.
Horikawa regeerde 20 jaar. Zijn regeerperiode viel binnen de volgende periodes van de Japanse geschiedenis:
- Ōtoku (1084-1087)
- Kanji (1087-1094)
- Kahō (1094-1096)
- Eichō [ja] (1096-1097)
- Jōtoku (1097-1099)
- Kōwa (1099-1104)
- Chōji (1104-1106)
- Kajō (1106-1108)

Horikawa stierf op 29-jarige leeftijd. Hij ligt begraven in een van de zeven keizerlijke tombes van de Ryoan-ji in Kioto.
* Regent Jingu staat niet op de traditionele lijst.